# Bernard de Lattre de Tassigny
Bernard de Lattre de Tassigny (11 tháng 2 năm 1928 – 30 tháng 5 năm 1951) là một sĩ quan quân đội Pháp trong Thế chiến thứ hai và Chiến tranh Đông Dương. Ông là con trai duy nhất của Đại tướng Pháp Jean de Lattre de Tassigny. Bernard tử trận tại thành cổ Ninh Bình sau một cuộc tấn công của Việt Minh khi mới 23 tuổi.

## Tiểu sử
Bernard de Lattre sinh ngày 11 tháng 2 1928 tại Paris và là con trai duy nhất của Jean de Lattre de Tassigny. Gia đình de Lattre là một gia đình quý tộc nổi tiếng tại Pháp. 
Bernard 12 tuổi khi Pháp bị Đức xâm chiếm vào tháng 7 năm 1940 trong Thế chiến thứ hai. Cha của ông đã chiến đấu trong quân đội, sau đó chỉ huy các lực lượng trong “vùng tự do” ở Montpellier và Tunisia, nhưng bị bắt vì chống lại sự chiếm đóng của quân đội Đức ở Vichy và bị kết án 10 năm tù. Bernard de Lattre, khi đó mới 15 tuổi, đã hỗ trợ cha vượt ngục khỏi nhà tù Riom vào ngày 3 tháng 9 năm 1943. Cha ông đến Algiers (Algieria) qua London, trong khi Bernard và mẹ đi lẩn trốn. Cuối cùng, Bernard đã thoát khỏi Pháp qua dãy núi Pyrenees, và vượt qua Tây Ban Nha để đến Bắc Phi. Ở đó, giống như cha mình, ông gia nhập lực lượng của Người Pháp Tự do.
Khi mới 16 tuổi, Bernard đã được Tướng Charles de Gaulle đặc cách gia nhập đội quân đang được tập hợp để giải phóng Pháp, và sau đó chiến đấu ở miền Nam nước Pháp và cả ở Đức. Ông bị thương nặng vào ngày 8 tháng 9 năm 1944, tại Autun, trở về sau đó để chiến đấu một lần nữa ở Đức. Chính vì những hành động của mình trong các chiến dịch này mà ông đã nhận được Médaille militaire, huân chương cao quý thứ ba của Cộng hòa Pháp, sau Légion d’honneur ordre de la Libération. Ông là người trẻ nhất nhận được huân chương đó.
Bernard được phong quân hàm trung úy vào ngày 26 tháng 11 năm 1948 tại trung đoàn kị binh số 4 đóng tại Mourmelon. Ngày 1 tháng 7 năm 1949, Bernard được điều đến chiến trường Đông Dương. Ông nhận được huân chương chiến tranh thứ hai của mình trong chiến dịch này, được cha ông trao tặng huân chương vào ngày 11 tháng 5 năm 1951.

## Cái chết và tưởng niệm
Bernard tử trận ngày 30 tháng 5 năm 1951 trong một trận đánh kéo dài 4 giờ đồng hồ với Việt Minh tại núi Hồi Hạc, Ninh Bình (gần núi Non Nước bây giờ). Xác của Bernard mang trên mình 80 vết thương. Tin con trai tử trận khiến tướng Jean de Lattre bàng hoàng và trong lúc chiến sự đang còn tiếp diễn, ông vẫn đưa xác con về Pháp chôn tại Vendée. Khi chết, Bernard de Lattre mới 23 tuổi và chưa lập gia đình.
Cái chết của Bernard de Lattre đã được báo chí đưa tin rộng rãi vào thời điểm đó, bao gồm các bài báo trên Le Figaro, Le Monde, The New York Times và tạp chí Time. Đám tang của ông đã được đăng trên tạp chí Life như Hình ảnh của Tuần. Bernard Fall trong cuốn sách Street Without Joy mô tả cái chết của Bernard trong bối cảnh của trận chiến như sau:
Cuộc tấn công ban đầu của Việt Minh, bắt đầu vào ngày 29 tháng 5,như thường lệ, hoàn toàn bất ngờ. Khi bình minh ló dạng, phần lớn sư đoàn bộ binh 308 tràn qua các vị trí của quân Pháp trong và xung quanh Ninh Bình, tiến sâu vào thị trấn và chốt chặt những người Pháp còn sống sót trong nhà thờ. Trong đêm đầu tiên hỗn loạn đó của trận chiến, một tiểu đoàn quân tiếp viện Việt Nam được tập hợp vội vã từ Nam Định gần đó đã được tung vào trận chiến. Một trong những đại đội do người con duy nhất của Tổng tư lệnh Pháp, Trung úy Bernard de Lattre, được lệnh phải giữ bằng mọi giá một pháo đài của Pháp nằm trên một vách núi nhìn ra Ninh Bình. Mặc dù bị pháo kích dữ dội, đại đội của de Lattre vẫn bám trụ, nhưng khi bình minh ló dạng, de Lattre và hai trong số các Hạ sĩ quan của anh ta đã chết trên vách núi.
Từ năm 1951, trong khuôn viên đại sứ quán Pháp tại Việt Nam có thêm nhà nguyện bằng đá arden dành cho Bernard. 34 năm sau, khóa sĩ quan 1984-1985 của trường sĩ quan liên quân École Militaire InterArmes mang tên "Trung úy Bernard de Lattre de Tassigny".
Cái chết của Bernard de Lattre ảnh hưởng rất nhiều đến cha và mẹ của ông. Đặc biệt, cha của ông được cho là đã bị ảnh hưởng nặng nề, và ông qua đời vì bệnh ung thư chưa đầy tám tháng sau đó. Trước khi người cha Jean de Lattre de Tassigny qua đời, ông chỉ nói được vài lời cuối: "Bernard đâu con?". Mẹ của ông, hiện được tự xưng là Madame la Maréchale sau khi chồng bà được thăng chức, được mô tả trong một cáo phó xuất bản năm 2003, là đã “dành hết tâm huyết để tưởng nhớ con trai bà và cho lịch sử của chồng bà và quân đội ông ấy đã chỉ huy “.
Năm 1952, một cuốn sách dày 308 trang có tựa đề Un destin héroïque: Bernard de Lattre (Một số phận anh hùng: Bernard de Lattre), được xuất bản. Cuốn sách là tập hợp những câu chuyện về cuộc đời của Bernard, cùng với những bức thư mà ông đã viết. Cuốn sách được viết và hiệu đính bởi giáo sư triết học người Pháp Robert Garric. Một văn bản phản hồi thêm về cái chết của Bernard de Lattre đã được mẹ ông cung cấp trong tác phẩm hai tập về chồng bà: Jean de Lattre: mon mari (Paris, 1972). Trong tác phẩm này, bà viết về phản ứng của chồng bà trước cái chết của con trai họ, nhưng cũng viết về cảm xúc của chính bà, và chủ nghĩa lý tưởng của một thế hệ lính Pháp chết như con trai bà.
Một trong những đài tưởng niệm dành cho Bernard de Lattre là một nhà nguyện nhỏ ngoài trời ở xã Wildenstein, thuộc khu Haut-Rhin département ở Alsace, miền đông bắc nước Pháp. Hiện nay được gọi là Chapelle Saint-Bernard. Nó bao gồm một bàn thờ và một nơi trú ẩn nhỏ bên cạnh một con đường mòn đi bộ đường dài. Việc xây dựng tại địa điểm này bắt đầu vào năm 1954. Địa điểm này được dành để tưởng nhớ Bernard de Lattre, chồng của bà Jean de Lattre, và các lực lượng Pháp đã chiến đấu trong khu vực vào năm 1944 để giải phóng Alsace khỏi quân Đức trong Thế chiến thứ hai. Ở đây có một buổi lễ hàng năm được tổ chức để vinh danh Bernard de Lattre de Tassigny, với sự tham dự của các hiệp hội cựu chiến binh, chức sắc địa phương và bà con của de Lattre.
Cũng nằm ở Wildenstein là Trung tâm Bernard de Lattre, trong đó có đài tưởng niệm Jean de Lattre. Đài tưởng niệm này ban đầu được đặt tại Algeria, nhưng đã được chuyển đến Wildenstein vào năm 1962 sau khi Algeria giành được độc lập từ Pháp. Kỷ niệm thêm về tên của Bernard de Lattre được đưa ra khi lớp học 1984-1985 của Ecole Militaire Interarmes, trường quân sự mà ông đã theo học, được đặt tên là Trung úy Bernard de Lattre de Tassigny để vinh danh ông. Một buổi lễ hàng năm cũng diễn ra tại các ngôi mộ của de Lattre ở Mouilleron-en-Pareds.
Các nhà sử học và các tác giả khác viết về Chiến tranh Đông Dương lần thứ nhất đã bình luận về tính biểu tượng của cái chết của Bernard de Lattre. Trong perdus: de l’Indochine à l’Algérie, dans la tourmente des guerres (2007), nhà báo và tác giả người Pháp Hélène Erlingsen nói rằng cái chết của Bernard de Lattre là biểu tượng “của thế giới hiện đại bị chiến tranh tàn phá” và cuộc đời của ông là “đại diện cho thời đại của chúng ta”.
Cái chết của Bernard de Lattre đã được đặt trong bối cảnh liên quan đến những cái chết khác trong cuộc chiến này, với Brian Moynahan, trong tác phẩm năm 2007 Thế kỷ Pháp: lịch sử minh họa của nước Pháp hiện đại, lưu ý rằng “tất cả 21 người con trai của các thống chế và tướng lĩnh Pháp đã chết ở Đông Dương”.

## Sách tham khảo
- Nguyễn Phương Nam (2008). Những viên tướng ngã ngựa. Việt Nam: Nhà xuất bản Lao động.